# 鄧德俊
鄧德俊（越南语：／；1834年—？），越南阮朝官員。
鄧德俊是平定省懷仁府符美縣中平總安樂村（今屬平定省符美縣）人，明命十五年（1834年）出生。嗣德十七年（1864年），鄧德俊參加武鄉試，考中武舉人。嗣德二十二年（1869年），考中會試中格第一名，殿試考中第三甲同武進士出身，是為該科第一名。後任武學堂學習一職。